# Paramenexenus congnatus
Paramenexenus congnatus är en insektsart som beskrevs av Chen, S.C., Y.H. He och Z. Chen 2000. Paramenexenus congnatus ingår i släktet Paramenexenus och familjen Diapheromeridae. Inga underarter finns listade i Catalogue of Life.